# Martin Grath

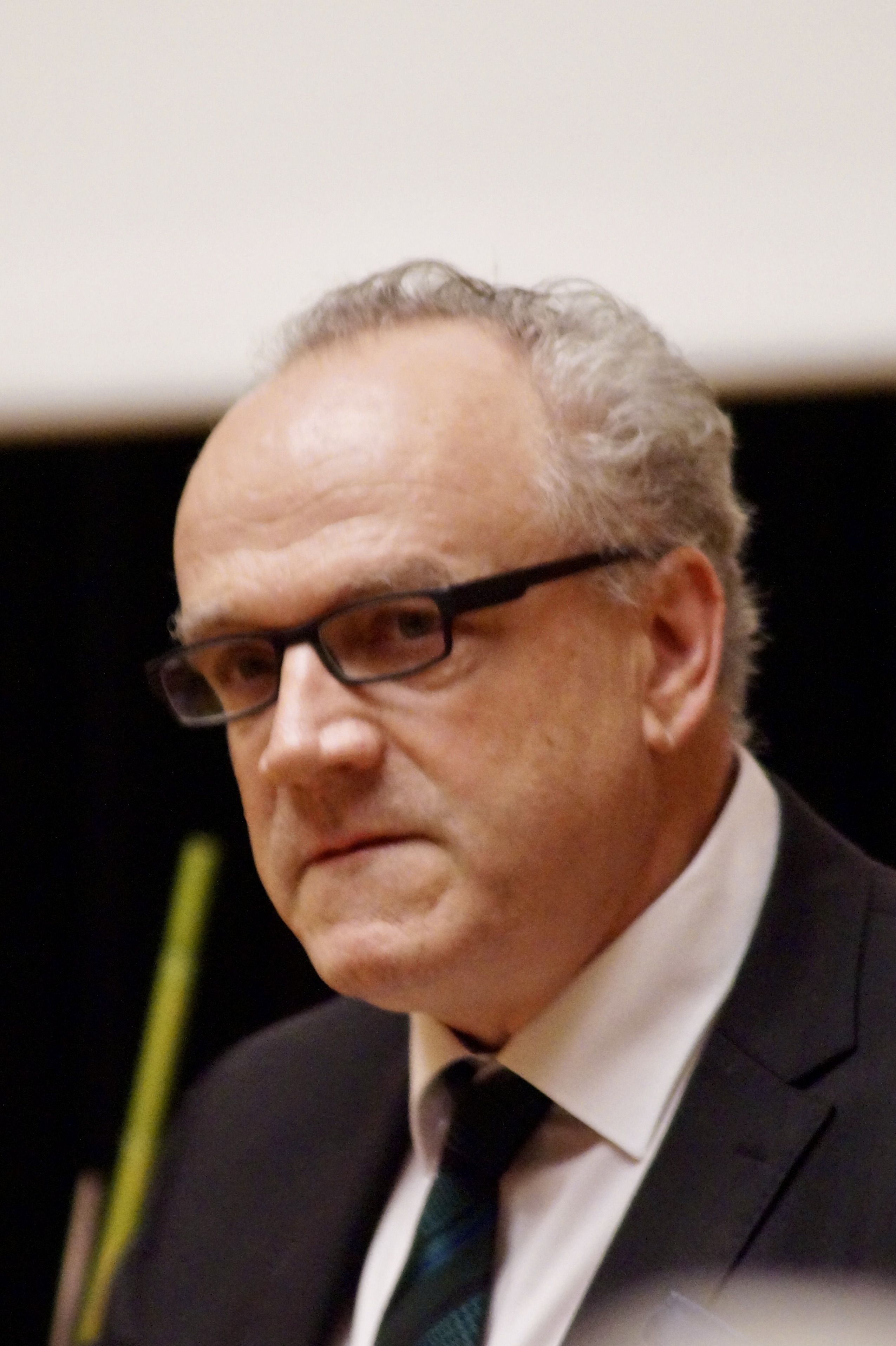
Martin Grath 2016

Martin Grath (* 26. November 1960 in Thalfingen) ist ein deutscher Politiker (Bündnis 90/Die Grünen). Von 2016 bis 2024 war er Abgeordneter im Landtag von Baden-Württemberg.

## Leben
Grath ist seit 1983 als Bio-Bäcker tätig. Seit 2004 gehört er dem Gemeinderat von Heidenheim und seit 2009 dem Kreistag des Landkreises Heidenheim an. Bei der Landtagswahl in Baden-Württemberg 2016 errang er ein Erstmandat im Wahlkreis Heidenheim. Bei der Landtagswahl 2021 konnte er sein Erstmandat mit 25,8 % der Stimmen verteidigen. Am 31. August 2024 legte Grath sein Landtagsmandat nieder; für ihn rückte Clara Resch in den Landtag nach.

## Privates
Grath ist verheiratet und Vater von drei Kindern.